# Acleisanthes nana
Acleisanthes nana är en underblomsväxtart som beskrevs av Ivan Murray Johnston. Acleisanthes nana ingår i släktet Acleisanthes och familjen underblomsväxter. Inga underarter finns listade i Catalogue of Life.